# Edith Esther Frutos
Edith Esther Frutos (Rosario, 1939-ib., 6 de mayo de 2011) fue una estadística, investigadora, profesora argentina. Fue integrante de la pléyade de estadísticos del INTA, que realizó importantes contribuciones a la ciencia agronómica de Argentina, trabajando en la Estación Experimental Agropecuaria Pergamino, INTA. Además trabajó activamente en el dictado de su disciplina, en las maestrías: de Mejoramiento Genético Vegetal Universidad de Rosario, Universidad Nacional del Noroeste de la Provincia de Buenos Aires, y de Producción Animal, y de Producción Vegetal de la Universidad Nacional de Mar del Plata.
En 1963, obtuvo su licenciatura en Estadística, en la Escuela de Estadística, de la Facultad de Ciencias Económicas y Estadística, de la UNL, que en 1967 se autonomizó como Universidad Nacional de Rosario.

## Algunas publicaciones
Participó en 45 trabajos presentados en congresos nacionales y extranjeros, 85 publicaciones técnicas, y un capítulo de libro.
- beatriz s. Rosso, elvira m. Pagano, edith e. Frutos. 1997. Evaluación de una colección de trébol blanco (Trifolium repens L.) Número 315 de Informe técnico. Editor INTA, 12 pp.

- lucía estela Totis, edith esther Frutos, catalina Améndola. 1995. Caracterización probabilística del régimen térmico para la zona de Pergamino (Bs. As), República Argentina. Editor INTA, 24 pp.

- jorge a. Josifovich, edith e. Frutos, josé Maddaloni. 1991. Relación entre carga animal y ganancia de peso en la producción de carne. Número 252 de Informe técnico. Editor Instituto Nacional de Tecnología Agropecuaria, Estación Experimental Regional Agropecuaria Pergamino, 14 pp.

- lucía estela Totis, edith esther Frutos, luis a. Funston. 1990a. Determinación del horario de ocurrencia de la temperatura mínima del aire en la región de Pergamino (Pcia. Buenos Aires, R. Argentina). Número 239 de Informe técnico. Editor Instituto Nacional de Tecnología Agropecuaria, Centro Regional Buenos Aires Norte, Estación Experimental Agropecuaria Pergamino, 12 pp.

- ----------------------, -----------------------, césar Rebella. 1990b. Probabilidades de ocurrencia de temperaturas mínimas y maximas del aire en la zona de Pergamino [Provincia Buenos Aires, República Argentina]. Editor INTA, 24 pp.

- juan g. Annone, edith e. Frutos. 1988. Caracterización del comportamiento de trigo a Fusarium graminearum mediante la utilización de parámetros de estabilidad. Editor INTA, 14 pp.

- carlos Pecorari, luis Balcaza, edith e. Frutos. 1988b. Relaciones empíricas entre contenido de agua, textura y materia orgánica en suelos representativos de la pampa ondulada. Editor INTA, 1988, 30 pp.

- roberto e. Lecuona, edith e. Frutos. 1983a. Influencia de algunos factores climáticos sobre la población del pulgón amarillo de los cereales Metopolophium dirhodum Walk. Número 182 de Informe técnico. Editor	Instituto Nacional de Tecnología Agropecuaria, Estación Experimental Regional Agropecuaria Pergamino, 19 pp.

- graciela Magrin, carlos Senigagliesi, edith e. Frutos. 1983b. Análisis de la variación del rendimiento y sus componentes en trigo bajo diferentes densidades de siembra y dosis de fertilizante nitrógenado. Número 190 de Informe técnico. Editor Instituto Nacional de Tecnología Agropecuaria, Estación Experimental Regional Agropecuaria Pergamino, 15 pp.

- josé Maddaloni, jorge a. Josifovich, edith Frutos. 1980. Cadenas alimentarias en invernada. Editor INTA, 12 pp.

- -------------------, -----------------------, ------------. 1980b. Sistema integral de invernada en la región maicera Argentina. Editor INTA, 7 pp.

- pedro p. Acosta, eidth e. Frutos. 1978. Las épocas de siembra más convenientes para linos oleaginosos en Pergamino. Editor INTA, 36 pp.

- josé Maddaloni, jorge a. Josifovich, edith Frutos. 1977. Producción de carne sobre pasturas permanentes. Número 139 de Informe técnico. Editor INTA, 12 pp.

- josé Maddaloni, juan carlos Oliva, edith e. Frutos. 1970. Producción de forraje en festuca alta (Festuca arundinacea Screb.) fertilizada. Número 100 de Informe técnico. Editor Instituto Nacional de Tecnología Agropecuaria, 16 pp.

- edith e. Frutos, hernán Serrano, josé Maddaloni. 1967. Palatabilidad de gramíneas forrajeras perennes cultivadas en la Pampa Húmeda de Argentina. Volumen 60 de Estación Experimental Agropecuaria Pergamino Informe Técnico. 11 pp.

- marcello Fagioli, edith e. Frutos. 1964. Labranza Cero en maíz, en Pergamino, Argentina. Editor INTA, 14 pp.[3]

## Honores[4]
Docente invitado en la maestría Ingeniería de la Calidad, Universidad Nacional de Tucumán
Docente organizador de los cursos sobre Diseños Estadísticos de Experimentos
Miembro de
- Junta Académica de la maestría en Mejoramiento Genético Vegetal, convenio INTA-UNR.

- Sociedad Argentina de Estadística

- The International Biometric Society

### Premios
- 1973: Sociedad Rural Argentina[4]
- 1976: Mención Graduados, Bolsa de Comercio de Rosario